# Manuel Díez de Velasco
Manuel Díez de Velasco Vallejo (Santander, Cantabria, 22 de mayo de 1926 - Baza, Granada, 20 de octubre de 2009) fue un jurista español, que destacó por su dedicación docente como catedrático de Derecho Internacional Público y Privado y su actividad como magistrado del Tribunal Constitucional, juez del Tribunal de Justicia de las Comunidades Europeas y consejero electivo del Consejo de Estado de España. Su hijo Francisco Díez de Velasco Abellán es catedrático de Universidad (perfil Historia de las Religiones) en la Universidad de La Laguna.

## Formación
Manuel Díez de Velasco estudió el bachillerato en el Instituto de Santa Clara, licenciándose en Derecho por la Universidad de Valladolid el 20 de junio de 1949. Más tarde, se doctoró por la Universidad de Madrid el 28 de mayo de 1951 con la tesis Las reservas en los tratados internacionales: Teoría general. Durante este tiempo residió en el conocido Colegio César Carlos de Madrid.
Posteriormente, obtuvo un diploma de graduado social, con fecha 20 de octubre de 1958. Ya jubilado obtuvo en la UNED la licenciatura en Ciencias Políticas.

## Carrera jurídica

### Carrera docente
El 7 de julio de 1958 aprobó las oposiciones para ocupar una plaza como catedrático en la asignatura de Derecho Internacional Público y Derecho Internacional Privado. 
A lo largo de su carrera como docente, fue profesor ayudante de Derecho Internacional Público y Privado en la Universidad de Valladolid, en los cursos 1949-1951; profesor ayudante de Derecho Internacional Público y Privado en la Universidad de Madrid en los cursos 1951-1953; profesor adjunto por oposición de Derecho Internacional Público y Derecho Procesal (procedimientos especiales) de la Universidad de Valencia, entre 1953 y 1958; profesor de organización del Estado español en la Escuela Social de Valencia entre 1955 y 1958; profesor de la misma disciplina de la Escuela Social de Granada, entre 1959 y 1961. Desarrolló estancias de estudio e investigación en la Academia de Derecho Internacional de La Haya, en la Universidad de París y en la de Roma entre 1952 y 1958. 
Tras ingresar en el cuerpo de Catedráticos de Universidad su primer destino fue el de Catedrático de Derecho Internacional Público y Privado en la Universidad de Granada (1958-1961); posteriormente catedrático de Derecho Internacional Público y Privado de la Universidad de Barcelona (1961-1971); profesor encargado de la cátedra de Organización Económica Internacional en la Facultad de Ciencias Políticas, Económicas y Comerciales de la Universidad de Barcelona (1963-1965). Entre 1971 y 1974, fue catedrático en la Universidad Autónoma de Madrid y desde 1974 en la Universidad Complutense de Madrid hasta su jubilación obligatoria a los 65 años en 1991. Desde 1996 fue profesor emérito de la Universidad de Cantabria, donde se custodia su biblioteca y archivo, donados en 2010 por sus herederos.
Además, ha impartido cursos y conferencias en distintas universidades: en la Academia de Derecho Internacional de La Haya (1974), en la cátedra J.B. Scott de la Universidad de Valladolid, en la Escuela de Funcionarios Internacionales, en la Faculté Internationale pour l´Enseignement du Droit Comparé, etc.

### Carrera extradocente
Independientemente de su cátedra desempeñó otros cargos, a saber: director del departamento de Derecho Internacional Público de la Universidad Complutense de Madrid y miembro del Consejo de redacción de la Revista Española de Derecho Internacional, editada por el Consejo Superior de Investigaciones Científicas. 
Por otra parte, desde 1975 fue director de la Revista de Instituciones Europeas, así como miembro del consejo redactor desde su fundación.
Como abogado, estuvo colegiado en el Colegio de Abogados de Barcelona (desde 1964) y en el Colegio de Abogados de Madrid (desde 1971).
Fue igualmente académico de número de la Real Academia de Jurisprudencia y Legislación, electo en mayo de 1977 y con recepción pública el 12 de marzo de 1984. Desde septiembre de 1979 fue miembro asociado del Instituto de Derecho Internacional; miembro del Instituto Hispano-Luso-Americano de Derecho Internacional desde 1967 (fue miembro asociado desde 1962), siendo además interventor del mismo instituto (desde octubre de 1977) y su director (desde septiembre de 1980.
También fue miembro, desde 1969, de la Asociación Francisco de Vitoria de Derecho Internacional (fue miembro asociado desde 1967); miembro correspondiente de la Asociación Argentina de Derecho Internacional desde agosto de 1971; miembro correspondiente en España de la Asociación Nacional de Abogados de México (desde junio de 1979).
En calidad de experto en Derecho Internacional colaboró en el asunto Barcelona Traction Light & Power Co. Ltd, ante el Tribunal Internacional de Justicia desde octubre de 1960 hasta el final del procedimiento oral (julio de 1969).
Fue expresidente de la Asociación Española de Profesores de Derecho Internacional y Relaciones Internacionales; antiguo secretario general y, luego vicepresidente, de la Asociación de Amigos de las Naciones Unidas en España, adherida a la Federación Mundial de Asociaciones de las Naciones Unidas; y fue tesorero de la Asociación Española de Arbitraje (hasta febrero de 1980).
Fue también secretario general de la Compañía Transmediterránea (1974-1978). Ha sido, también director de la biblioteca de la Facultad de Derecho de la Universidad de Valencia y de la Universidad de Granada y asesor técnico de la Biblioteca depositaria de las publicaciones de la Organización de las Naciones Unidas, desde su constitución en la Universidad de Barcelona hasta el 30 de septiembre de 1971.

### Magistrado del Tribunal Constitucional y Juez del Tribunal de Justicia de las Comunidades Europeas
Como culminación de su larga carrera jurídica, fue elegido como magistrado del Tribunal Constitucional por el Congreso de los Diputados el 14 de febrero de 1980 desempañando su cometido hasta febrero de 1986 y posteriormente fue designado Juez del Tribunal de Justicia de las Comunidades Europeas (TJCCEE) desde 1988 a 1994. Entre 1986-1988 y 1994-2008 fue Consejero electivo del Consejo de Estado de España.	
Como juez integrante del TJCCEE participó en la adopción el 21 de septiembre de 1989 de la conocida como «sentencia del maíz griego» (asunto 68/88: Comisión de las CCEE versus Grecia), en cuya virtud el tribunal llegó a la conclusión de que, en orden a la protección de los intereses financieros de la Comunidad, las normas sancionadoras comunitarias no eran suficientes, de ahí la necesidad de que las normas penales internacionales establecieran tipos penales para perseguir aquellas conductas que afectaren a la debida protección de los intereses financieros de las CCEE.

## Distinciones
Por sus méritos fue designado Personalidad Montañesa por el Ateneo de Santander en los años 1977, 1979 y 1980, así como nombrado Cántabro Popular en 1984 y Medalla de oro de Cantabria en 2006. Ha recibido el Premio de “Una vida dedicada al Derecho” del curso 2001-2002 de la Asociación de Antiguos Alumnos de la Facultad de Derecho de la Universidad Complutense, el  Premio Pelayo para Juristas de Reconocido Prestigio del año 2005.
Entre sus condecoraciones destacan la gran cruz de la Orden de Isabel la Católica, que le fue concedida en 1986, la gran cruz de la Orden de San Raimundo de Peñafort, que se le entregó en 1988, la gran cruz de la Orden del Mérito Civil, que se le otorgó en 1995, la gran cruz de la Orden del Mérito del Gran Ducado de Luxemburgo, que recibió en 1994, y la Orden del Mérito Constitucional, que se le entregó en el 2000.